# Гагарова, Александра
Александра Гагарова (словац. Alexandra Hagarová; род. 26 января 2000, Нове-Замки, Словакия) — словацкая фигуристка, выступавшая в одиночном катании. Вице-чемпионка Словакии (2016) и участница чемпионатов мира среди юниоров.
После завершения соревновательной карьеры — тренер по фигурному катанию.

## Карьера
Александра Гагарова родилась 26 января 2000 года в городе Нове-Замки, Словакия. Встала на коньки и начала занятия фигурным катанием в возрасте пяти лет. Её младший брат Адам Гагара также является фигуристом и выступает на международных соревнованиях. В свободное время Александра занимается танцами и ходит на рыбалку.
На протяжении всей карьеры Гагарова тренировалась в клубе фигурного катания в Трнаве под руководством Мирослава Бокора. На детском уровне становилась победительницей и призёром национальных и международных состязаний.
В 2014 году дебютировала на турнирах среди юниоров, в том числе на юношеском Олимпийском фестивале и серии Гран-при, выступив на этапе в Японии. Позже отправилась в Венгрию, где приняла участие в Кубке Санта-Клауса. После короткой программы она занимала одиннадцатую строчку. Во второй день соревнований она удачно выполнила все элементы, в том числе риттбергер, сальхов и тулуп в три оборота, что позволило фигуристке подняться на третью строчку итогового протокола. В завершении сезона завоевала серебро юниорского чемпионата Словакии, уступив девять баллов Брониславе Добиашовой.
В августе 2015 года Гагарова представила постановки уже на двух этапах юниорского Гран-при и оба раза заняла место в середине турнирной таблицы. Через полтора месяца фигуристка впервые выступила на международном турнире взрослого уровня, выйдя на лёд в рамках Мемориала Ондрея Непелы в Братиславе. Там в произвольной программе финишировала вслед за американкой Мэрайей Бэлл, и помимо риттбергера, сальхова и тулупа в три оборота, продемонстрировала тройной флип. В сезоне 2015/2016 Александра одновременно выступала на юниорском и взрослом чемпионате страны, завоевав золото и серебро, соответственно. Благодаря этим результатам Федерация фигурного катания Словакии выбрала Александру для участия на юниорском первенстве мира, где она не смогла войти в число двадцати четырёх спортсменок, квалифицировавшихся в произвольную программу.
В начале сезона 2016/2017 Гагарова стартовала на Челленджере Warsaw Cup, на котором установила личный рекорд в короткой программе. На внутренних первенствах, как и год назад, соревновалась сразу в двух категориях. На юниорском уровне она сумела защитить титул чемпионки Словакии, а на взрослом — замкнула тройку лучших фигуристок страны. На чемпионате мира среди юниоров она допустила ошибки на двух прыжковых элементах из трёх и финишировала в конце судейского протокола, сразу за венгерской фигуристкой Дарьей Якаб.
Впоследствии Гагарова не выходила на соревновательный лёд и завершила карьеру фигуристки, начав тренерскую деятельность в клубе фигурного катания Трнавы. Одним из её подопечных стал младший брат Адам Гагара.

## Результаты

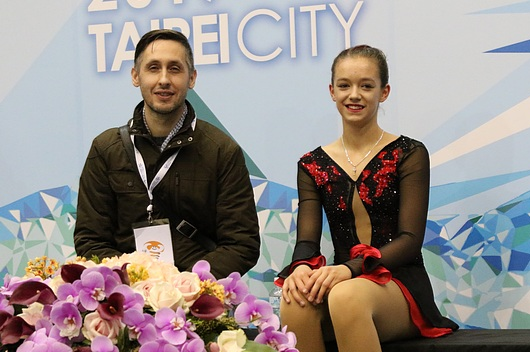
Александра и её тренер Мирослав Бокор в ожидании оценок. Чемпионат мира среди юниоров (2017)

| Соревнования                        | 14/15         | 15/16         | 16/17         |
| Международные                       | Международные | Международные | Международные |
| ----------------------------------- | ------------- | ------------- | ------------- |
| Челленджер. Warsaw Cup              |               |               | 24            |
| Челленджер. Мемориал Непелы         |               | 15            |               |
| Международные среди юниоров         |               |               |               |
| Чемпионаты мира среди юниоров       |               | 33            | 42            |
| Юношеские Олимпийские игры          |               | 16            |               |
| Юношеский Олимпийский фестиваль     | 12            |               |               |
| Этапы юниорского Гран-при: Латвия   |               | 21            |               |
| Этапы юниорского Гран-при: Словакия |               | 14            |               |
| Этапы юниорского Гран-при: Япония   | 18            |               |               |
| Dragon Trophy                       |               |               | 2             |
| Skate Celje                         |               |               | 5             |
| Skate Helena                        |               | 1             | 3             |
| Santa Claus Cup                     | 3             | 5             | 5             |
| Tirnavia Ice Cup                    | 5             | 7             | 10            |
| Grand Prize SNP                     | 1             | 1             |               |
| Ice Challenge                       | 7             |               |               |
| Национальные                        |               |               |               |
| Чемпионаты Словакии                 |               | 2             | 3             |
| Чемпионаты Словакии среди юниоров   | 2             | 1             | 1             |